# Tomasz Kosztowniak
Tomasz Kosztowniak (* 13. Januar 1977 in Breslau) ist ein ehemaliger polnischer Fußballspieler.

## Karriere

### Verein
Tomasz Kosztowniak begann seine Profikarriere in der Saison 1994/95 bei seinem Jugendverein Śląsk Wrocław. In der Zweitligasaison wurde er erstmals in den Kader der ersten Mannschaft berufen, die als Meister und Aufsteiger beendet wurde. Seinen ersten Einsatz als Profi absolvierte Kosztowniak am 5. August 1995 im Erstligaspiel gegen Lech Posen als er für Robert Cieslewicz eingewechselt wurde. Nachdem er in keinem weiterem Spiel zum Einsatz gekommen war, wurde er 1996 zu Orzeł Ząbkowice Śląskie verliehen. Auch nach seiner Rückkehr blieb er ohne weitere Spiele im Trikot der Breslauer.
Im Juli 1998 wechselte der 20-jährige Kosztowniak nach Deutschland zum SV Straelen in die Oberliga Nordrhein. Einen Monat später spielte er mit seinem neuen Verein in der 1. Runde des DFB-Pokal 1998/99 gegen Fortuna Düsseldorf. Bei der 4:7-Niederlage erzielte der Stürmer das zwischenzeitliche 3:5. Einsätze aus seiner ersten Saison in der Oberliga Nordrhein sind nicht bekannt. In der folgenden Spielzeit 1999/2000 traf er in 24 Ligaspielen viermal.
Im Jahr 2000 wechselte Kosztowniak innerhalb von Deutschland zu den Borussia Dortmund Amateuren in die Regionalliga Nord. Unter Horst Köppel kam er auf 15 Spiele in der Saison 2000/01, die mit dem Abstieg als Tabellenvorletzter in die Oberliga Westfalen endete. 2002 gelang unter Köppel der direkte Wiederaufstieg als Meister vor den FC Schalke 04 Amateuren. Kosztowniak verblieb jedoch in der Oberliga Westfalen, als er im Juli 2002 einen Vertrag beim FC Gütersloh unterschrieb. Für die Ostwestfalen traf er in 26 Ligapartien elfmal, darunter war ein Hattrick gegen den VfB Hüls.
Nachdem sein Heimatverein aus Breslau in der Zwischenzeit bis in die dritte Liga in Polen abgestiegen war, kehrte er am Ende der Oberliga-Saison 2002/03 zurück dorthin. Drei Jahre später gelang der Aufstieg zurück in die zweite Liga. In der Zweitligasaison 2006/07 absolvierte Kosztowniak sechs Ligaspiele. Ein Jahr später stieg der Verein in die erste Liga auf. Kosztowniak war jedoch bereits schon 2007 zum polnischen Viertligisten Arka Nowa Sól gewechselt. Danach spielte er noch für Motobi Bystrzyca Kąty Wrocławskie, Polonia-Stal Świdnica, MKS Oława und Czarni Żagań.

### Nationalmannschaft
Tomasz Kosztowniak nahm mit der polnischen U16-Nationalmannschaft an der Europameisterschaft 1993 in der Türkei teil. Im İnönü Stadı von Istanbul gewann er mit der Mannschaft das Finale gegen Italien. Durch den EM-Titel qualifizierte sich Polen für die im gleichen Jahr stattfindende U-17-Weltmeisterschaft in Japan. In der Gruppenphase erzielte Kosztowniak in zwei Einsätzen gegen Tunesien und China jeweils ein Tor, die zum Gruppensieg verhalfen. Im Viertelfinale traf er gegen die USA bei einem 3:0-Erfolg erneut. Nach einer Niederlage im Halbfinale gegen Nigeria, verlor Kosztowniak mit der polnischen U17 das Spiel um Platz 3 gegen Chile im Elfmeterschießen, nachdem in der zweiten Halbzeit für Artur Wichniarek eingewechselt wurde.

## Erfolge
Polen
- U16-Europameister: 1993